# Hibiscus kirkii
Hibiscus kirkii är en malvaväxtart som beskrevs av Maxwell Tylden Masters. Hibiscus kirkii ingår i Hibiskussläktet som ingår i familjen malvaväxter. Inga underarter finns listade i Catalogue of Life.